# Lista światowego dziedzictwa UNESCO w Rosji
Lista światowego dziedzictwa UNESCO w Rosji – lista miejsc w Rosji wpisanych na listę światowego dziedzictwa UNESCO, ustanowionej na mocy Konwencji w sprawie ochrony światowego dziedzictwa kulturowego i naturalnego, przyjętej przez UNESCO na 17. sesji w Paryżu 16 listopada 1972 i ratyfikowanej przez Rosję 12 października 1988 roku.
Wg stanu na 2023 rok na liście znajdowało się 31 obiektów: 20 dziedzictwa kulturowego oraz 11 o charakterze przyrodniczym.
Na rosyjskiej liście informacyjnej UNESCO – liście obiektów, które Rosja zamierza rozpatrzyć do zgłoszenia do wpisu na listę światowego dziedzictwa – znajduje się 31 obiektów (stan na 2023 rok).

## Obiekty na liście światowego dziedzictwa UNESCO
Poniższa tabela przedstawia rosyjskie obiekty na liście światowego dziedzictwa UNESCO:
Nr ref. – numer referencyjny UNESCO;
Obiekt – polskie tłumaczenie nazwy wpisu na liście wraz z jej angielskim oryginałem;
Położenie – miasto (w tym miasta wydzielone), republika, kraj, obwód lub okręg autonomiczny; współrzędne geograficzne;
Typ – klasyfikacja według Komitetu Światowego Dziedzictwa:
- kulturowe (K)
- przyrodnicze (P)
- kulturowo-przyrodnicze (K,P)

Rok wpisu – roku wpisu na listę i rozszerzenia wpisu
Opis – krótki opis obiektu wraz z informacjami o jego zagrożeniu.
     Wpisy transgraniczne
| Nr ref. | Obiekt | Zdjęcie | Położenie                                                                                              | Typ                  | Rok       | Opis |
| ------- | --- | ------- | --- | -------------------- | --------- | --- |
| 657     | Sergijew Posad - zespół architektoniczny Ławry Troicko-Siergijewskiej Architectural Ensemble of the Trinity Sergius Lavra in Sergiev Posad |         | Siergijew Posad Obwód moskiewski 56°18′37,4″N 38°07′50,2″E/56,310389 38,130619                         | K (ii)(iv)           | 1993      | Męski klasztor prawosławny założony w 1345 roku przez mnicha Sergiusza z Radoneża. Pod koniec XVI wieku zespół budynków został otoczony murem obronnym. Dobudowano również 12 baszt. Rozbudowa klasztoru pozwoliła na wytrzymanie szesnastomiesięcznego oblężenia rozpoczętego we wrześniu 1608 roku i prowadzonego przez wojska polsko-litewskie. Na terenie obiektu pochowany został car rosyjski Borys Godunow.                              |
| 1525    | Sobór Zaśnięcia Matki Bożej i monaster w Swijażsku Assumption Cathedral and Monastery of the town-island of Sviyazhsk                      |         | Swijażsk Tatarstan 55°46′18″N 48°39′33″E/55,771667 48,659167                                           | K (ii)(iv)           | 2017      | Prawosławny klasztor męski założony w 1555 roku przez archimandrytę Germana. Był to jeden z najważniejszych oraz najbardziej wpływowych monasterów w regionie. W 1923 roku rząd bolszewicki zamknął klasztor, a na jego terenie utworzył łagier, który następnie został przemieniony w kolonię karną dla przestępców małoletnich, a następnie w szpital psychiatryczny. W 1997 roku nastąpiło ponowne otwarcie monasteru.                       |
| 981     | Zespół historyczno-archeologiczny w Bołgarze Bolgar Historical and Archaeological Complex                                                  |         | Bułgar Wielki Tatarstan 54°58′37″N 49°03′14″E/54,977000 49,054000                                      | K (ii)(vi)           | 2014      | Bułgar Wielki pełnił funkcję stolicy Bułgarii Wołżańsko-Kamskiej od VIII do XV wieku. W X wieku na terenie miasta powstał targ niewolników, którzy byli sprzedawani do państw arabskich. Jest to częsty cel pielgrzymek Tatarów wyznania muzułmańskiego. |
| 634     | Cerkiew Wniebowstąpienia w Kołomieńskie Church of the Ascension, Kolomenskoye                                                              |         | Moskwa Miasto wydzielone 55°40′10″N 37°40′08″E/55,669444 37,668889                                     | K (ii)               | 1994      | Cerkiew zlokalizowana w stolicy Rosji – Moskwie. Została wybudowana na rozkaz Iwana III Srogiego, jednak dokładna data jej budowy nie jest znana. Została wyświęcona w 1532 roku. Była świątynią przeznaczoną tylko dla rodziny panującej i miała połączenie z pałacem carskim. Pełniła również funkcje obronne – z dzwonnicy cerkwi sygnalizowano o wszelkich niebezpieczeństwach dla Moskwy nadchodzących od południa.                        |
| 1523    | Cerkwie pskowskiej szkoły architektury Churches of the Pskov School of Architecture                                                        |         | Psków Obwód pskowski 57°48′25,9″N 28°19′43,0″E/57,807200 28,328600                                     | K (ii)               | 2019      | Wpis na listę światowego dziedzictwa UNESCO obejmuje 10 cerkwi oraz klasztorów zlokalizowanych wokół miasta Psków. Są one przykładami pskowskiej szkoły w architekturze i sztuce. Budynki sakralne są datowane na okres XII–XVII wieku. |
| 1070    | Cytadela, zabytkowy zespół miejski oraz zabudowania twierdzy w Derbencie Citadel, Ancient City and Fortress Buildings of Derbent           |         | Derbent Dagestan 42°04′09″N 48°17′45″E/42,069167 48,295833                                             | K (iii)(iv)          | 2003      | Zespół miejski Derbent stanowił część północnej granicy państwa Sasanidów, które rozciągało się na terenach dzisiejszego Iraku, Iranu, Turcji oraz północno-wschodniej Arabii Saudyjskiej. Fortyfikacje składają się z dwóch pierścieni murów, tworząc barierę biegnącą od brzegu Morza Kaspijskiego do Kaukazu. |
| 632     | Zespół historyczny, kulturalny i naturalny Wysp Sołowieckich Cultural and Historic Ensemble of the Solovetsky Islands                      |         | Obwód archangielski 65°04′44,2″N 35°41′17,0″E/65,078944 35,688056                                      | K (iv)               | 1992      | Grupa sześciu wysp położonych w Zatoce Oneskiej, na Morzu Białym. Ich łączna powierzchnia wynosi ok. 347 km². Wyspy są zamieszkałe od V wieku p.n.e. Pod koniec 1429 roku został wybudowany Monastyr Sołowiecki. W XVII wieku na wyspach wybuchło powstanie sołowieckie skierowane przeciwko reformom patriarchy Nikona, które zostało stłumione przez wojsko.                                                                                  |
| 994     | Mierzeja Kurońska Curonian Spit |         | Obwód królewiecki 55°16′28,5″N 20°57′44,6″E/55,274583 20,962389                                        | K (v)                | 2000      | Ten wydłużony półwysep wydmowy, o długości 98 km i szerokości 0,4-4 km, nosi ślady bytności człowieka sięgające czasów prehistorycznych. Przez cały ten okres był zagrożony przez naturalne siły wiatru i fal. Jego przetrwanie do dziś było możliwe tylko w wyniku nieustannych wysiłków człowieka w celu zwalczania erozji mierzei, poprzez projekty stabilizacji i ponownego zalesiania. Wpis transgraniczny z Litwą.                        |
| 982     | Zespół Monasteru Terapontowskiego Ensemble of the Ferapontov Monastery                                                                     |         | Obwód wołogodzki 59°57′23″N 38°34′03″E/59,956389 38,567500                                             | K (i)(iv)            | 2000      | Prawosławny klasztor położony 20 km na północny wschód od miasta Kiriłłow. Był wznoszony etapami, jego budowa rozpoczęła się w XIV wieku, a zakończyła w XVII wieku. Monastyr był jednym z celów pielgrzymek moskiewskiej elity państwowej, m.in. Wasyla III oraz Iwana IV Groźnego. Wnętrze klasztoru jest bogato zdobione freskami autorstwa ruskiego ikonografa – Dionizego.                                                                 |
| 1097    | Zespół Monasteru Nowodziewiczego Ensemble of the Novodevichy Convent                                                                       |         | Moskwa Miasto wydzielone 55°43′33,5″N 37°33′23,7″E/55,725972 37,556583                                 | K (i)(iv)(vi)        | 2004      | Monaster Nowodziewiczy został wybudowany w 1524 roku, w celu uczczenia zdobycia Smoleńska przez wojska rosyjskie. W 1612 roku w pobliżu klasztoru rozegrała się bitwa pomiędzy wojskami polsko-litewskimi oraz rosyjskimi. W 1922 roku rząd bolszewicki zamknął monaster i zamienił go w Muzeum Emancypacji Kobiet, a 2 lata później w muzeum historii i sztuki. W 1994 roku zlikwidowano muzeum i z powrotem otwarto klasztor.                 |
| 980     | Zespół architektoniczny i zabytkowy Kremla kazańskiego Historic and Architectural Complex of the Kazan Kremlin                             |         | Kazań Tatarstan 55°47′55,5″N 49°06′22,7″E/55,798761 49,106303                                          | K (ii)(iii)(iv)      | 2000      | Historyczna cytadela wzniesiona przez Iwana IV Groźnego w miejscu dawnego pałacu chanów kazańskich. Najstarszą budowlą w granicach kremla jest Sobór Zwiastowania wzniesiony w latach 1554–1562. W odróżnieniu od innych soborów, kazańska świątynia ma 6 filarów oraz 5 apsyd. Jest to jeden z najpopularniejszych celów pielgrzymek wyznawców prawosławia.                                                                                    |
| 540     | Zabytkowe centrum Sankt Peterbsburga i pobliskie zabytki Historic Centre of Saint Petersburg and Related Groups of Monuments               |         | Petersburg Miasto wydzielone Federacji Rosyjskiej 59°56′00″N 30°16′00″E/59,933333 30,266667            | K (i)(ii)(iv)(vi)    | 1990 2013 | Miasto zostało założone w 1703 roku przez Piotra I Wielkiego. W mieście jest ok. 400 mostów, z których 14 największych jest co noc podnoszonych w celu umożliwienia statkom przedostania się na jezioro Ładoga. Z tego powodu Petersburg bywa nazywany "Wenecją Północy". W czasach Związku Radzieckiego zmieniono nazwę miasta na Leningrad. W okresie radzieckim Petersburg znany był głównie jako miejsce wybuchu rewolucji październikowej. |
| 604     | Zabytki historyczne Nowogrodu Wielkiego i okolic Historic Monuments of Novgorod and Surroundings                                           |         | Nowogród Wielki Obwód nowogrodzki 58°31′00″N 31°17′00″E/58,516667 31,283333                            | K (ii)(iv)(vi)       | 1992      | Nowogród Wielki w latach 1136–1478 pełnił funkcję stolicy Republiki Nowogrodzkiej. W 1478 roku miasto zostało podbite przez Iwana III Srogiego i wcielone do Wielkiego Księstwa Moskiewskiego. W 1570 roku doszło do masakry nowogrodzkiej, w trakcie której wymordowano więcej niż 25 tys. ludzi. |
| 1170    | Zabytkowe centrum Jarosławia nad Wołgą Historical Centre of the City of Yaroslavl                                                          |         | Jarosław Obwód jarosławski 57°37′00″N 39°53′00″E/57,616667 39,883333                                   | K (ii)(iv)           | 2005      | Jarosław został założony w XI wieku przez księcia Jarosława I Mądrego. W latach 1027–1463 miasto było stolicą niezależnego Księstwa Jarosławskiego. W XVI wieku wybudowano pierwszy port na Wołdze, co spowodowało rozkwit miasta dzięki handlowi. W lipcu 1918 roku w mieście miało miejsce antybolszewickie powstanie, które po 2 tygodniach zostało stłumione.                                                                               |
| 544     | Kiży Pogost Kizhi Pogost |         | Karelia 62°04′00,0″N 35°13′30,0″E/62,066667 35,225000                                                  | K (i)(iv)(v)         | 1990      | Pogost położony jest na wyspie Kiży, na jeziorze Onega. Jest ona praktycznie niezamieszkała, w 2013 roku żył na niej tylko 1 człowiek. Na wyspie znajdują się dwie XVIII-wieczne drewniane cerkwie oraz XIX-wieczna drewniana dzwonnica. |
| 545     | Kreml i plac Czerwony w Moskwie Kremlin and Red Square, Moscow                                                                             |         | Moskwa Miasto wydzielone 55°45′13,8″N 37°37′14,6″E/55,753825 37,620717                                 | K (i)(ii)(iv)(vi)    | 1990      | Począwszy od XIII wieku Kreml jest związany ze wszystkimi najważniejszymi wydarzeniami historycznymi i politycznymi w Rosji. W 1955 roku został udostępniony dla zwiedzających. U stóp murów Kremla znajduje się Plac Czerwony − pierwszy rosyjski obiekt wpisany na listę światowego dziedzictwa UNESCO. Odbywają się na nim parady wojskowe, spośród których dwie najbardziej znane odbyły się w 1941 roku oraz w 1945 roku.                  |
| 1654    | Petroglify nad jeziorem Onega i Morzem Białym Petroglyphs of Lake Onega and the White Sea                                                  |         | Karelia 61°40′22,6″N 36°01′26,1″E/61,672944 36,023917                                                  | K (iii)              | 2021      | Wpis na listę światowego dziedzictwa UNESCO obejmuje 33 stanowiska petroglifów położonych nad jeziorem Onega. Rysunki zostały odkryte w 1848 roku przez Constantina von Grewingka. Łącznie wszystkich petroglifów jest co najmniej 4500. Są datowane na okres późnego neolitu (ok.6–7 tysięcy lat temu). |
| 1187    | Południk Struvego Struve Geodetic Arc |         | Obwód leningradzki 60°04′27″N 26°58′11″E/60,074167 26,969722 60°05′07″N 26°57′40″E/60,085278 26,961111 | K (ii)(iv)(vi)       | 2005      | W Rosji znajdują się 2 z 34 punktów pomiarowych południka Struvego. Zostały one założone w latach 1816–1852 na terenie ówczesnej unii Szwecji i Norwegii oraz Imperium Rosyjskiego, pod nadzorem rosyjskiego naukowca Friedricha Georga Wilhelma von Struvego i rosyjskiego oficera Carla F. Tennera. Wpis transgraniczny z Białorusią, Estonią, Finlandią, Litwą, Łotwą, Mołdawią, Norwegią, Szwecją oraz Ukrainą.                             |
| 633     | Zabytki Włodzimierza i Suzdalu White Monuments of Vladimir and Suzdal                                                                      |         | Włodzimierz, Suzdal Obwód włodzimierski 56°09′00″N 40°25′00″E/56,150000 40,416667                      | K (i)(ii)(iv)        | 1992      | Osiem średniowiecznych zabytków wybudowanych z wapienia, zlokalizowanych we Włodzimierzu oraz w Suzdalu. Budowle powstały na przełomie XII i XIII wieku. Ich wspólną cechą charakterystyczną są ściany z białego kamienia. |
| 900     | Kaukaz Zachodni Western Caucasus |         | Kraj Krasnodarski 44°00′00″N 40°00′00″E/44,000000 40,000000                                            | P (ix)(x)            | 1999      | Obszar Zachodniego Kaukazu zajmuje powierzchnię 275 tys. ha i jest jednym z nielicznych regionów górskich Europy, który nie uległ istotnym zmianom w wyniku działalności człowieka. Znajduje się on ok. 50 km od wybrzeży Morza Czarnego. Zachodni Kaukaz jest obszarem, na którym występują duże połacie lasów pierwotnych oraz duża ilość gatunków endemicznych wśród roślin i zwierząt.                                                      |
| 719     | Dziewicze lasy Komi Virgin Komi Forests |         | Republika Komi 65°04′00″N 60°09′00″E/65,066667 60,150000                                               | P (vii)(ix)          | 1995      | Lasy Komi zajmują powierzchnię 32 800 km², co sprawia, że jest to największa puszcza w Europie. Dominującymi gatunkami drzew są świerk syberyjski, jodła syberyjska oraz modrzew syberyjski. Dziewicze lasy Komi są pierwszym przyrodniczym obiektem wpisanym na listę światowego dziedzictwa UNESCO. |
| 765     | Wulkany Kamczatki Volcanoes of Kamchatka                                                                                                   |         | Kraj Kamczacki 55°35′00″N 158°47′00″E/55,583333 158,783333                                             | P (vii)(viii)(ix)(x) | 1996 2001 | Na terenie Kamczatki znajduje się ok. 30 czynnych wulkanów, z których największy to Kluczewska Sopka. Na półwyspie znajduje się również największa ilość stratowulkanów w jednym miejscu, jest ich 44. Obszar ten jest zamieszkiwany przez takie gatunki zwierząt jak: bielik olbrzymi, niedźwiedź brunatny, orzeł bielik czy wydra morska. |
| 769     | Basen Uws Nuur Uvs Nuur Basin |         | Tuwa 50°10′00″N 93°50′00″E/50,166667 93,833333                                                         | P (ix)(x)            | 2003      | Obniżenie tektoniczne na pograniczu Rosyjsko-Mongolskim o powierzchni ok. 70 tys. km². W najniższym punkcie kotliny znajduje się jezioro Uws-nur, które jest największym jeziorem w Mongolii. Teren ten jest zamieszkiwany przez narażoną na wyginięcie panterę śnieżną. Wpis transgraniczny z Mongolią. |
| 1234    | Płaskowyż Putorana Putorana Plateau |         | Kraj Krasnojarski 69°00′00″N 93°30′00″E/69,000000 93,500000                                            | P (vii)(ix)          | 2010      | Wpis na listę światowego dziedzictwa UNESCO obejmuje środkową część Płaskowyżu Putorana. Znajduje się on na terenie Rezerwatu Putorańskiego utworzonego w 1988 roku, w celu ochrony pasma górskiego Putorana oraz otaczającej go tajgi. |
| 1023    | Naturalny system Rezerwatu wyspy Wrangla Natural System of Wrangel Island Reserve                                                          |         | Czukocki Okręg Autonomiczny 71°14′00″N 179°25′00″W/71,233333 -179,416667                               | P (ix)(x)            | 2004      | Wyspa położona na Oceanie Arktycznym, jest oddzielona od części kontynentalnej Cieśniną De Longa. Jej powierzchnia wynosi ok. 7,6 tys. km², a jej najwyższym punktem jest Góra Sowiecka, której wysokość wynosi 1096 m n.p.m. Na wyspie Wrangla znaleziono liczne szczątki mamutów karłowatych, które wyginęły ok. 3800 lat temu. |
| 1299    | Park Przyrodniczy Leńskie Stołby Lena Pillars Nature Park                                                                                  |         | Jakucja 60°56′54″N 125°59′06″E/60,948333 125,985000                                                    | P (viii)             | 2012 2015 | Park Narodowy został utworzony 6 sierpnia 2018 roku, a jego powierzchnia wynosi ok. 12 179 km². Na jego terenie znajdują się formacje skalne w kształcie słupów, których średnia wysokość wynosi około 100 metrów. Najwyższe z nich mają 220 metrów. Na terenie parku odkryto skamieniałości zwierząt pochodzące z okresu kambru. |
| 1488    | Krajobrazy Daurii Landscapes of Dauria |         | Kraj Zabajkalski 49°58′00″N 115°26′00″E/49,966667 115,433333                                           | P (ix)(x)            | 2017      | Region położony na wschód od Jeziora Bajkał. Na terenie Daurii znajduje się Daurski Rezerwat Biosfery, a po mongolskiej stronie Rezerwat Biosfery Daurii Mongolskiej, które razem zostały wpisane na listę światowego dziedzictwa UNESCO. Stepy dauriańskie są schronieniem dla milionów podatnych na zagrożenie wyginięciem ptaków wędrownych. Wpis transgraniczny z Mongolią.                                                                 |
| 754     | Jezioro Bajkał Lake Baikal |         | Obwód irkucki Buriacja 53°18′10″N 108°00′17″E/53,302778 108,004722                                     | P (vii)(viii)(ix)(x) | 1996      | Bajkał ma powierzchnię 31 500 km², co czyni go siódmym największym jeziorem na świecie. Jest również najgłębszym (1642 metry) oraz najstarszym jeziorem na świecie. Jego wiek jest szacowany na ok. 25 milionów lat. Zasoby wodne jeziora wynoszą 23 tys. km³, co stanowi 20% światowych zasobów powierzchniowej wody słodkiej. Na powierzchni Bajkału znajduje się 27 wysp, z czego największą jest wyspa Olchon.                              |
| 768     | Złote góry Ałtaju Golden Mountains of Altai                                                                                                |         | Republika Ałtaju 50°52′00″N 88°57′00″E/50,866667 88,950000 49°38′00″N 86°06′00″E/49,633333 86,100000   | P (x)                | 1998      | Wpis na listę światowego dziedzictwa UNESCO obejmuje teren o łącznej powierzchni 1 611 457 ha. Składają się na niego dwa rezerwaty przyrody: Ałtajski Rezerwat Biosfery oraz Katuński Rezerwat Biosfery położone w łańcuchu górskim Ałtaj. Obszar ten jest siedliskiem dla narażonej na wyginięcie pantery śnieżnej. |
| 766     | Środkowa część gór Sichote-Aliń Central Sikhote-Alin                                                                                       |         | Kraj Nadmorski 45°19′59″N 136°10′01″E/45,333000 136,167000                                             | P (x)                | 2001 2018 | Łańcuch górski Sichote-Aliń ciągnie się na długość 1200 km i szerokość 250 km w regionie Dalekiego Wschodu. Najwyższy szczyt – Tardoki Jani – mierzy 2077 m n.p.m. Na terenie gór znajdują się 4 rezerwaty przyrody: Rezerwat przyrody „Botczinskij”, Rezerwat przyrody „Łazowskij”, Sichotealiński Rezerwat Biosfery oraz Rezerwat Ussuryjski.                                                                                                 |
| 1678    | Obserwatoria Astronomiczne Kazańskiego Uniwersytetu Państwowego Astronomical Observatories of Kazan Federal University                     |         | Tatarstan 55°47′27″N 49°07′19″E/55,790833 49,121944                                                    | K (ii)(iv)           | 2023      | Dwa obserwatoria astronomiczne należące do Kazańskiego Uniwersytetu Państwowego. Były one wykorzystywane do ustalania współrzędnych astronomicznych obiektów w Układzie Słonecznym. |

## Obiekty na rosyjskiej liście informacyjnej UNESCO
Poniższa tabela przedstawia obiekty na rosyjskiej liście informacyjnej UNESCO:
Nr ref. – numer referencyjny UNESCO;
Obiekt – polska nazwa obiektu wraz z jej angielskim oryginałem na rosyjskiej liście informacyjnej;
Położenie – miasto, województwo; współrzędne geograficzne;
Typ – klasyfikacja według zgłoszenia:
- kulturowe (K),
- przyrodnicze (P),
- kulturowo–przyrodnicze (K,P);

Rok wpisu – roku wpisu na listę informacyjną;
Opis – krótki opis obiektu wraz z informacjami o jego zagrożeniu.
| Nr ref. | Obiekt | Zdjęcie | Położenie | Typ                           | Rok  | Opis |
| ------- | --- | ------- | --- | ----------------------------- | ---- | --- |
| 569     | Rezerwat historyczny i kulturowy Dżejrach-Assa Historical and Cultural Jeyrakh-Assa Reservation |         | Inguszetia 42°51′00″N 45°03′00″E/42,850000 45,050000                                                                                        | K                             | 1996 | Rezerwat obejmuje 18 osad położonych w kanionach rzek Assa oraz Armchi. Są one znane z kamiennych wież pochodzących z XVI–XVII wieku. Ich wysokość wynosi ok. 30 metrów. Pełnił one funkcje obronne oraz mieszkalne. |
| 1166    | Historyczne centrum Irkucka Centre historique d'Irkoutsk |         | Irkuck Obwód irkucki 52°17′00″N 104°16′00″E/52,283333 104,266667                                                                            | K                             | 1998 | Miasto Irkuck położone jest nad rzekami Irkut oraz Angara, ok. 60 km od Jeziora Bajkał. Zostało założone w 1661 roku, a prawa miejskie otrzymało w 1686 roku. W 1866 roku na terenie miasta rozstrzelano przywódców powstania zabajkalskiego. |
| 1185    | Kreml w Rostowie Rostov Kremlin |         | Rostów Obwód jarosławski 57°11′00″N 39°25′00″E/57,183333 39,416667                                                                          | K (ii)(iii)(iv)(vi)           | 1998 | Pierwotnie kreml w Rostowie składał się z 3 części, jednak w XVII wieku zostały ze sobą połączone. Twierdza jest otoczona wysokim murem, który ma 11 wież obronnych. Jest to jeden z najlepiej zachowanych przykładów dawnej architektury rosyjskiej. |
| 1460    | Historyczne centrum Jenisejsku Historic Center of the Yenisseisk |         | Jenisejsk Kraj Krasnojarski 58°28′00″N 92°08′00″E/58,466667 92,133333                                                                       | K (ii)(iii)(iv)               | 2000 | Miasto Jenisejsk zostało założone w 1619 roku, a w 1676 roku otrzymało prawa miejskie. Pełniło funkcję bazy wojskowej, z której wojska rosyjskie wyruszały na podbój Syberii. Było również jednym z głównych punktów zsyłek Polaków na Syberię. W latach 1622–1625 funkcję namiestnika miasta pełnił polski szlachcic – Paweł Chmielewski.                                                              |
| 1787    | Petroglify w Sikaczi-Alan Petroglyphs of Sikachi-Alyan |         | Sikaczi-Alan Kraj Chabarowski 48°44′56″N 135°38′46″E/48,748889 135,646111                                                                   | K                             | 2003 | Petroglify pochodzące z czasów prehistorycznych znajdują się nad brzegiem rzeki Amur. Rysunki są wyryte w bazaltowej skale. Zostały one odkryte w XIX wieku przez rosyjskiego mnicha Palladiusza. |
| 1997    | Wyspy Komandorskie (Komandorski Rezerwat Biosfery) The Commander Islands (Comandorsky State Nature Reserve) |         | Kraj Kamczacki 54°50′00″N 166°35′00″E/54,833333 166,583333                                                                                  | P (vii)(viii)(ix)(x)          | 2005 | Komandorski rezerwat przyrody obejmuje dwie duże wyspy: Beringa i Miedzianą oraz dwie małe: Arij Kamien´ i Toporkow. Są one czubkami podwodnego grzbietu wulkanicznego rozciągającego się od Alaski do Kamczatki. Łączna powierzchnia obszaru chronionego wynosi 36 486 km². |
| 1998    | Państwowy rezerwat przyrody Magadański Magadansky State Nature Reserve |         | Obwód magadański 59°38′31″N 147°26′55″E/59,641944 147,448611                                                                                | P (vii)(viii)(ix)(x)          | 2005 | Rezerwat Magadański, położony na Dalekim Wschodzie jest obszarem ochrony ścisłej oraz jednym z zapowiedników Federacji Rosyjskiej. Oznacza to, że na jego terytorium zabroniony jest wstęp osób postronnych. Jego łączna powierzchnia wynosi 8838 km², a obszar strefy chronionej 937 km². W 2004 roku rezerwat został sklasyfikowany przez organizację BirdLife International, jako ostoja ptaków IBA. |
| 5113    | Słupy Krasnojarskie Krasnoyarsk Stolby |         | Kraj Krasnojarski 55°31′48″N 92°27′36″E/55,530000 92,460000                                                                                 | P (vii)(viii)(ix)(x)          | 2007 | Park narodowy utworzony w 2019 roku o powierzchni 480 km². Park leży na wysokości 200–840 m n.p.m. Na jego terenie znajdują się formacje skalne w kształcie słupów, zbudowanych ze skał datowanych na erę paleozoiku. |
| 5114    | Rezerwat Wasiugański The Great Vasyugan Mire |         | Obwód tomski 57°34′00″N 75°39′00″E/57,566667 75,650000                                                                                      | P (vii)(viii)(ix)(x)          | 2007 | Rezerwat Wasiugański został utworzony w 2017 roku i ma na celu ochronę bagien położonych na Równinie Wasiugańskiej. Jego powierzchnia wynosi 6148 km². Rezerwat Wasiugański jest objęty ścisłą ochroną oraz jest jednym z zapowiedników Federacji Rosyjskiej. |
| 5368    | Kreml w Astrachaniu Ensemble of the Astrakhan Kremlin |         | Astrachań Obwód astrachański 46°21′00″N 48°03′00″E/46,350000 48,050000                                                                      | K (ii)(iii)(iv)               | 2008 | Kreml w Astrachaniu został wybudowany w 1558 roku, po podbiciu Chanatu Astrachańskiego przez Iwana IV Grożnego. Początkowo jako budulca użyto drewna, które później zamieniono na kamień. Kreml pełnił funkcję twierdzy południowo-wschodniej Rosji oraz jednej ze stacji na szlaku jedwabnym. |
| 5388    | Góry Ilmeńskie The Ilmensky mountains |         | Obwód czelabiński 54°58′00″N 60°07′00″E/54,966667 60,116667                                                                                 | P (vi)(vii)(viii)             | 2008 | Góry Ilmeńskie mają bogate złoża szerokiej gamy surowców mineralnych. Należą do nich m.in. Ilmenit oraz Monacyt. Wraz z pasmem górskim na listę informacyjną został wpisany Rezerwat Ilmeński, który jest jednym z zapowiedników. W 2004 roku został zakwalifikowany przez BirdLife International jako ostoja ptaków IBA.                                                                               |
| 5422    | Stanowisko archeologiczne w Tanais The archeological site of Tanais |         | Tanais Obwód rostowski 47°16′08″N 39°20′06″E/47,268889 39,335000                                                                            | K (ii)(iii)(v)                | 2009 | Tanais zostało założone w III wieku p.n.e. i było kolonią Królestwa Bosporańskiego. Z powodu swojej lokalizacji (delta rzeki Don) miasto w krótkim czasie stało się jednym z największych ośrodków handlowych nad Morzem Azowskim. Pod koniec IV wieku n.e. Tanais zostało zniszczone przez Hunów. |
| 5666    | Baszkirski Ural Bashkir Ural |         | Baszkortostan 54°00′27″N 58°29′52″E/54,007500 58,497778                                                                                     | K, P (i)(iii)(v)(vi)(viii)(x) | 2012 | Obszar położony w południowej części gór Ural. Jest on zamieszkiwany przez Baszkirów, którzy żyją w przemieszaniu z Tatarami, a jako swój język ojczysty traktują język tatarski (rzadziej używają języka baszkirskiego). Na terenie Uralu Południowego znajdują się 4 parki narodowe. |
| 5922    | Kienozierski Park Narodowy Testament of Kenozero Lake |         | Obwód archangielski 62°04′39″N 38°11′39″E/62,077500 38,194167                                                                               | K, P (iii)(iv)(v)(vi)(vii)    | 2014 | Park narodowy został utworzony w 1991 roku, a w 2004 roku uzyskał status Rezerwatu biosfery UNESCO. Jego powierzchnia wynosi 1396 km². Park ma na celu ochronę krajobrazu kulturowego na tym obszarze, ukształtowanego w wyniku działań rolniczych między XII a XVI wiekiem. |
| 5925    | Dziewicze lasy Komi (rozszerzenie wpisu) Virgin Komi Forests (re-nomination) |         | Republika Komi 65°04′00″N 60°09′00″E/65,066667 60,150000                                                                                    | P (vii)(viii)(ix)(x)          | 2014 | Jest to proponowane rozszerzenie wpisu Dziewicze Lasy Komi o dodatkowe 193 085 ha położonych w okolicach Parku Narodowego „Jugyd Wa” oraz Peczorsko-Iłyckiego Rezerwatu Biosfery. |
| 5926    | Kaukaz Zachodni (rozszerzenie wpisu) Western Caucasus (re-nomination) |         | Kraj Krasnodarski 44°00′00″N 40°00′00″E/44,000000 40,000000                                                                                 | P (ix)(x)                     | 2014 | Jest to proponowane rozszerzenie wpisu Zachodni Kaukaz o dodatkowe 59 209 ha, głównie tereny Soczijskiego Parku Narodowego. |
| 5936    | Kurhan Mamaja - miejsce pamięci bohaterów bitwy pod Stalingradem Mamayev Kurgan Memorial Complex "To the Heroes of the Battle of Stalingrad"                                                                           |         | Obwód wołgogradzki 48°44′32″N 44°32′13″E/48,742222 44,536944                                                                                | K (i)(iv)(vi)                 | 2014 | Kurhan Mamaja jest miejscem pamięci żołnierzy radzieckich poległych w bitwie stalingradzkiej podczas II wojny światowej. Znajduje się ono na „wzgórzu 102”, które było najważniejszym punktem strategicznym, gdyż pozwalało kontrolować z niego cały odcinek Wołgi na terenie miasta. W miejscu tym poległo ponad 34 tys. radzieckich żołnierzy, którzy po zakończeniu bitwy zostali tam pochowani.     |
| 6165    | Pasmo górskie Ogłachty The Oglakhty Range |         | Chakasja 54°01′31″N 91°27′37″E/54,025278 91,460278                                                                                          | K, P (i)(iii)(vi)(x)          | 2016 | Pasmo górskie Ogłachty ciągnie się wzdłuż brzegu rzeki Jenisej. Obszar ten jest zamieszkały od co najmniej 5000 lat, świadczą o tym odkryte petroglify. Część pasma wchodzi w skład Rezerwatu Chakaskiego, mającego status rezerwatu biosfery UNESCO oraz wpisanego na listę informacyjną wraz z Ogłachtami.                                                                                            |
| 6202    | Historyczne centrum miasta Gorochowiec Centre historique de la ville de Gorokhovets |         | Obwód włodzimierski 56°12′00″N 42°40′00″E/56,200000 42,666667                                                                               | K (ii)(iv)                    | 2017 | Miasto zostało założone w XII wieku nad rzeką Klaźma, w celu ochrony południowej granicy Rusi Włodzimiersko-Suzdalskiej. Złoty wiek Gorochowca przypada na XVII oraz XVIII wiek, kiedy to był ważnym ośrodkiem handlowym. Z tego okresu pochodzi większość znajdujących się w mieście cerkwi oraz klasztorów.                                                                                           |
| 6283    | Skarby kultury Pazyryku Treasures of the Pazyryk Culture |         | Republika Ałtaju 50°46′00″N 88°03′00″E/50,766667 88,050000                                                                                  | K (i)(ii)(iii)(vi)            | 2018 | Wpis na listę informacyjną UNESCO obejmuje zespół 5 kurhanów sackich, pochodzących z VI–IV wieku p.n.e. Są one zlokalizowane w górach Ałtaj, w dolinie rzeki Wielki Ułagan. W grobach odkryto zmumifikowane zwłoki ludzkie ze skórą pokrytą tatuażami, a także szkielety koni, wędzidła, uździenice, czapraki, napierśniki oraz siodła.                                                                 |
| 6309    | Malowidła naskalne w jaskini Szulgan-Tasz Rock Painting of Shulgan-Tash Cave |         | Baszkortostan 53°02′40″N 57°03′50″E/53,044444 57,063889                                                                                     | K (i)(iii)                    | 2018 | Malowidła naskalne w jaskini Szulgan-Tasz (zwanej również jaskinią Kapowa) datowane są na okres paleolitu górnego. Wykonano je w czerwonej ochrze i przedstawiają mamuty, nosorożce włochate, byki oraz konie. Jaskinia została odkryta w 1959 roku przez A. Riumina i mierzy 2,6 km. |
| 6427    | Sobór Przemienienia Pańskiego ze średniowiecznym murem obronnym w Peresławiu Zaleskim (1152–1157) Cathedral of the Transfiguration of the Savior with the Medieval Rampart City Wall of Pereslavl-Zalessky (1152-1157) |         | Peresław Zaleski Obwód jarosławski 56°44′17″N 38°51′22″E/56,738056 38,856111                                                                | K (i)(ii)(iv)                 | 2019 | Miasto zostało założone w 1152 roku przez księcia Jurija Dołgorukiego. Jego nazwa pochodzi od Perejasławia – grodu położonego na Rusi Kijowskiej. W 1220 roku w mieście urodził się Aleksander Newski – wielki książę włodzimierski. Na terenie Peresławia Zaleskiego znajduje się 5 klasztorów. |
| 6440    | Dziedzictwo czukockich myśliwych Heritage of Chukotka Arctic Marine Hunters |         | Czukocki Okręg Autonomiczny | K (ii)(iii)(v)(vi)            | 2019 | Wpis na listę informacyjną UNESCO obejmuje 3 stanowiska archeologiczne związane z kulturą, zamieszkujących ten teren, Inuitów. Jest to kompleks cmentarny Ekven, datowany na pierwsze tysiąclecie nasze ery, wioska Naukan zamieszkiwana od XV do XIX wieku oraz znalezione nad dnie Morza Beringa narzędzia oraz broń myśliwska.                                                                       |
| 6441    | Wieś Wiatskoje Vyatskoe village |         | Wiatskoje Obwód jarosławski 57°51′56″N 40°15′50″E/57,865556 40,263889                                                                       | K (ii)(v)                     | 2019 | Pierwsze wzmianki o wsi Wiatskoje pochodzą z 1502 roku, a jej okres szybkiego rozwoju przypada na wiek XVIII. Na terenie wsi znajduje się 10 muzeów, które w 2014 roku przyciągnęły ok. 80 tys. turystów. W 2015 roku Wiatskoje wygrało konkurs na najpiękniejszą wioskę w kraju. |
| 6484    | Kompleks historyczno-kulturalny Diwnogorje Divnogorye Historical and Cultural Complex |         | Obwód woroneski 50°58′12″N 39°18′58″E/50,970000 39,316000                                                                                   | K (ii)(iv)(v)(vi)             | 2020 | Rezerwat przyrody położony na prawym brzegu rzeki Don. Na jego terenie zlokalizowany jest skansen, położony na wapiennym płaskowyżu ok. 10 km od miasta Liski. Teren ten jest zamieszkały od czasów paleolitu górnego. W 1988 roku Diwnogorje otrzymało status muzeum, a w 1991 roku status rezerwatu przyrody.                                                                                         |
| 6520    | Park Narodowy „Kytałyk” National Park Kytalyk |         | Jakucja 50°58′12″N 39°18′58″E/50,970000 39,316000                                                                                           | P (ix)(x)                     | 2021 | Park narodowy obejmuje część Niziny Kołymskiej oraz Niziny Jańsko-Indygirskiej. Został utworzony w 2019 roku, a jego powierzchnia wynosi 18 855 km². Teren ten już w 2011 roku został sklasyfikowany przez organizację BirdLife International jako ostoja ptaków IBA. |
| 6583    | Dolina Królów Tuwy Valley of the Kings of Tuva |         | Tuwa 52°04′17,8″N 93°37′54,6″E/52,071606 93,631836                                                                                          | K (i)(iii)(iv)                | 2021 | Dolina rzeki Ujuk jest miejscem, w którym znajdują się tysiące monumentalnych kurhanów. Pochodzą one z pierwszego tysiąclecia p.n.e. Badania archeologiczne tego obiektu rozpoczęły się w 1915 roku, a na ich terenie znaleziono duże ilości złotej biżuterii. |
| 6625    | Jaskinia Denisowa Denisova Сave |         | Kraj Ałtajski 51°23′51″N 84°40′34″E/51,397500 84,676111                                                                                     | K (iii)(v)                    | 2022 | Jaskinia krasowa położona ok. pięć kilometrów na północ od miejscowości Czarny Anuj, na Syberii. Została zbadana w latach 70. XX wieku przez archeologów, którzy ustalili, że była ona zamieszkana od ok. 125 tys. lat temu. Przed ok. 40 tys. lat przebywali w niej ludzie niezidentyfikowanego gatunku tzw. denisowianie.                                                                             |
| 6626    | Baszkirskie szychany: Toratau, Juraktau oraz Kusztau Bashkir Shikhans: Toratau, Yuraktau and Kushtau |         | Baszkortostan 53°33′16″N 56°05′56″E/53,554444 56,098889 53°44′30″N 56°05′51″E/53,741667 56,097500 53°42′00″N 56°05′00″E/53,700000 56,083333 | P (viii)                      | 2022 | Trzy szychany (izolowane góry wapienne) położone w Baszkirii. Wiek skał je budujących datowany jest na część okresu permskiego ery paleozoicznej i wynosi 299–290 milionów lat. Od kilku lat szychany są rozpatrywane jako potencjalna lokalizacja dla przemysłu wydobywczego. |
| 6646    | Historyczne centrum miasta Torżok i posiadłości wiejskie zaprojektowane przez Nikołaja Lwowa Historic Town Centre of Torzhok and Country Estate Properties Designed by Nikolay Lvov                                    |         | Torżok Obwód twerski 57°02′00″N 34°58′00″E/57,033333 34,966667                                                                              | K (i)(iv)(vi)                 | 2023 | Pierwsza wzmianka o Torżoku pochodzi z 1139 roku. W 1238 roku miasto zostało najechane przez Mongołów. W czasie Wielkiej smuty było często najeżdżane przez wojska Rzeczpospolitej Obojga Narodów. |
| 6648    | Kompleks Huty Miedzi w Woskriesienskim The Complex of the Voskresensky Copper Smeltery |         | Baszkortostan 56°50′00″N 45°27′00″E/56,833333 45,450000                                                                                     | K (ii)(iv)(v)                 | 2023 | Huta miedzi położona jest w wiosce Woskriesienskoje w Baszkortostanie. Kompleks został wybudowany w 1745 roku i był pierwszym oraz jednym z największych zakładów metalurgicznych, na południowym Uralu. Powierzchnia całego terenu fabrycznego pod koniec XVIII wieku wynosiła prawie 12 500 km². |